# Émeutes d'août 1830 à Bruxelles
Insurrection de 1830 dans les Pays-Bas méridionaux
Révolution belge
Les émeutes d'août 1830 à Bruxelles désignent le mouvement de protestation populaire qui déclenche l'insurrection de 1830 dans les Pays-Bas méridionaux ainsi que la révolution belge.
Elles se déclenchent à la suite de la représentation de la pièce d'opéra de Daniel-François-Esprit Auber, La Muette de Portici, au théâtre royal de la Monnaie, le soir du 25 août 1830.
Elles se caractérisent par de multiples pillages, incendies, fusillades et actes de vandalisme dans la ville de Bruxelles, qui est alors la capitale de la province du Brabant-Méridional au sein du Royaume uni des Pays-Bas, ainsi que dans certaines communes de sa proche banlieue comme Anderlecht, Forest ou Uccle. Plusieurs affrontements ont également lieu entre le peuple, la garde bourgeoise de Bruxelles, créée pour l'occasion afin de maintenir l'ordre, et l'armée royale.

## Contexte

### Anniversaire du Roi des Pays-Bas
Le 24 août 1830 est le jour du cinquante-huitième anniversaire du roi Guillaume Ier, souverain du Royaume uni des Pays-Bas. De nombreuses festivités avaient été prévues à cette occasion, dont un feu d’artifice officiellement annulé pour cause de pluie. On décide toutefois de maintenir la représentation de La Muette de Portici au théâtre royal de la Monnaie. L'opéra romantique de Daniel-François-Esprit Auber et la symbolique qu'il met en valeur attire la foule. En effet, l'histoire raconte la révolte populaire de la république de Naples contre la grande puissance espagnole qui occupe la région au XVIIe siècle et qui y a placé un vice-roi. L'identification avec la situation des Pays-Bas méridionaux réunis de force aux « hollandais » depuis 1815 est facile et séduit le peuple bruxellois. D'ailleurs, la police de Bruxelles avait souhaité interdire la représentation de cette « œuvre révolutionnaire si féconde en allusions faciles a saisir, risquant de mettre le feu aux poudres », mais le gouverneur de la province du Brabant-Méridional, Alexandre François Ghislain van der Fosse, proteste contre les « ombrageuses précautions de la police » et autorise la représentation avec l'appui du roi.

### Situation de Bruxelles

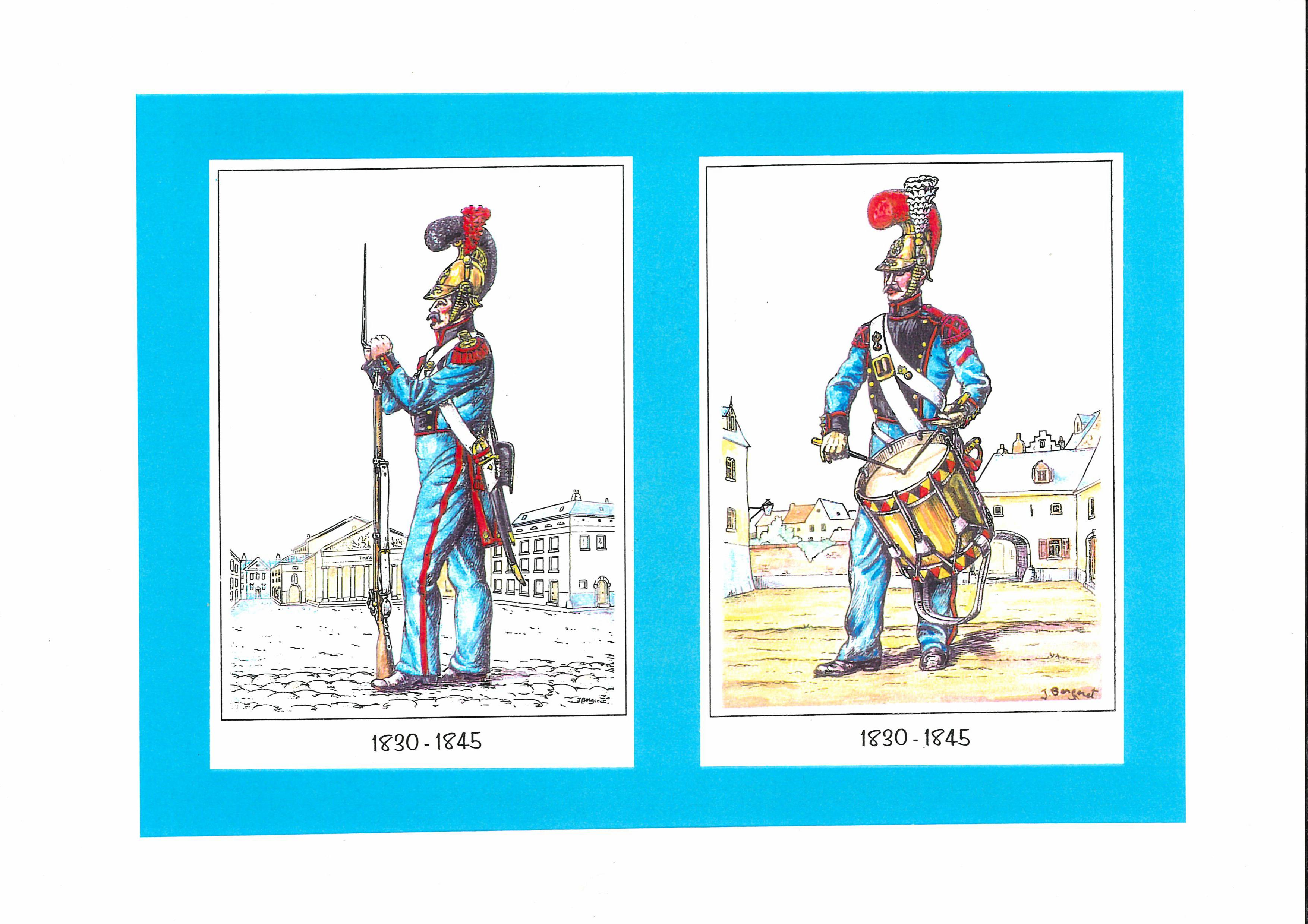
À l'époque, les pompiers de Bruxelles à l'instar des autres corps de pompiers belges sont armés et assurent l'ordre public en cas de besoin.

L'insurrection commence le 25 août 1830, à Bruxelles, chef-lieu de la province de Brabant-Méridional et seconde ville de résidence du roi, après La Haye. Au niveau provincial, le gouverneur est alors le baron Alexandre François Ghislain van der Fosse tandis que le commandant militaire est le 
lieutenant-général Guillaume Frédéric de Bylandt.
La ville de Bruxelles, dont le bourgmestre est Louis de Wellens, abrite une importante garnison des forces armées du Royaume uni des Pays-Bas, sous le commandement du général-major G. J de Wauthier. Elle est composée de 1 800 hommes, 240 chevaux et 6 canons répartis dans les unités suivantes :
- un détachement du Garderegiment Grenadiers en Jagers (nl) (« Régiment de la Garde de grenadiers et de chasseurs »), défendant expressément le palais royal de Bruxelles, composé du 3e bataillon de grenadiers et du 2e d'infanterie légère, commandés par les lieutenants-colonels Antingh et Everts.
- un bataillon de la 3e Afdeeling (régiment d'infanterie) et le dépôt du 1er régiment d'infanterie (nl)
- un escadron de dragons de la cavalerie
- un escadron de la maréchaussée royale (l'ancêtre de la gendarmerie belge), commandé par le général-major Aberson
- le corps des sapeurs-pompiers de Bruxelles, à l'époque armés afin de pouvoir participer au maintien de l'ordre public.
- un détachement de la schutterij,
- la police de Bruxelles, sous les ordres de Pierre De Knyff de Gontrœuil.

## Déroulement

### 25 août

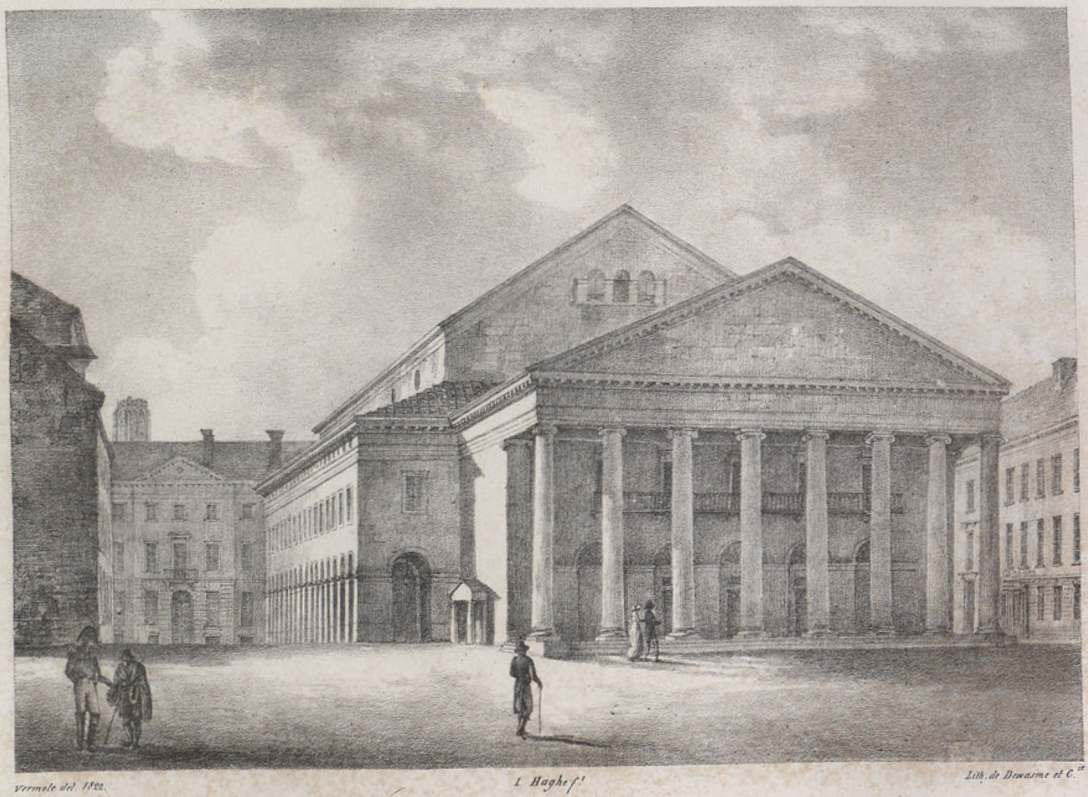
C'est devant le théâtre de La Monnaie de Bruxelles que l'insurrection débute lors de la représentation de La Muette de Portici.

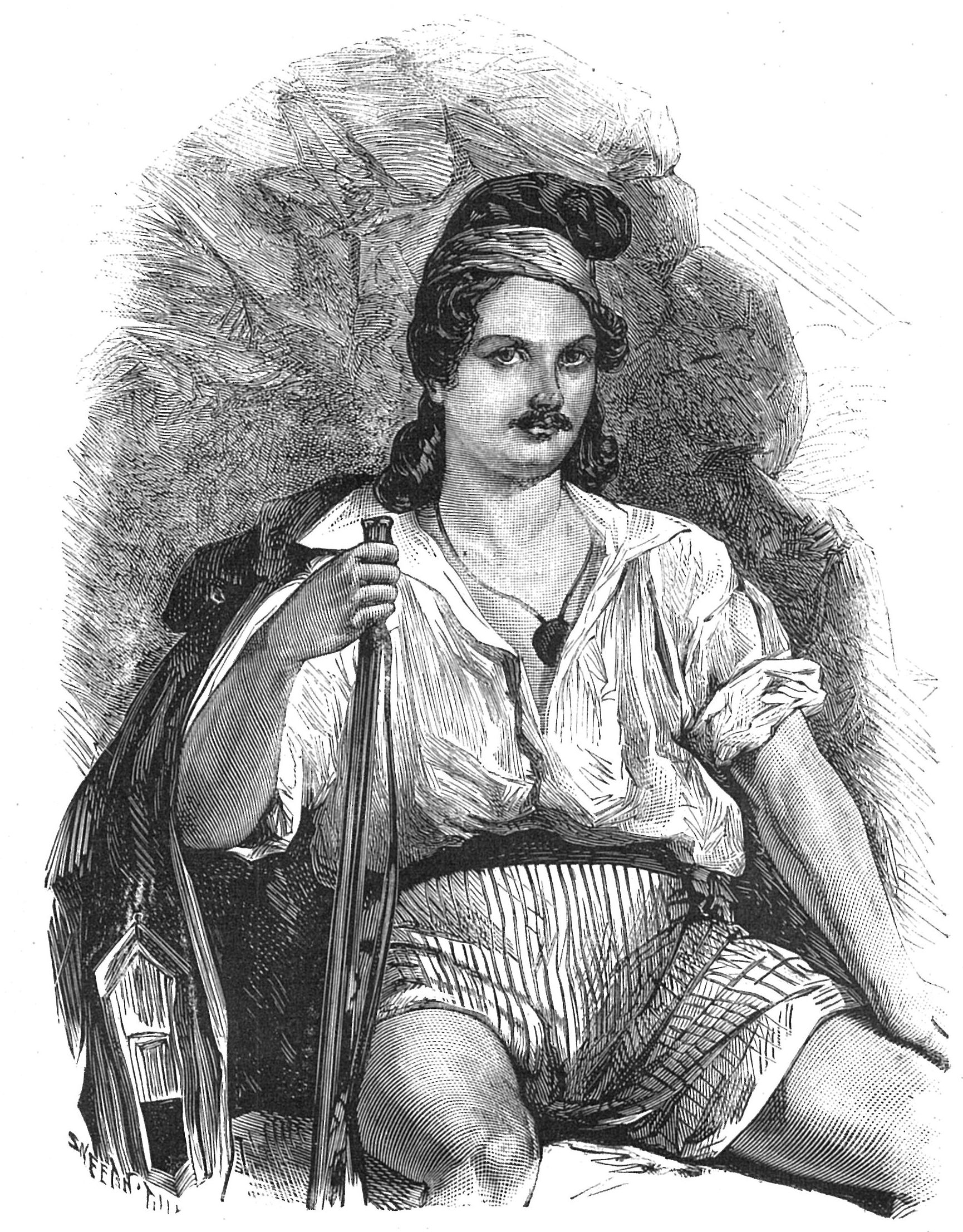
Le ténor français Jean-François Lafeuillade qui interprète Masaniello lors de la représentation de La Muette de Portici au théâtre de la Monnaie de Bruxelles le 25 août 1830.

Le soir du 25 août 1830, lors de la représentation de La Muette de Portici au théâtre royal de la Monnaie, la salle de spectacle est comble, le parterre est plein et la salle de spectacle est envahie. Parmi l'assistance, l'on trouve déjà de futurs patriotes belges qui relateront les faits, comme Charles Pletinckx, le comte Vandermeeren, Jean Palmaert ou Godefroid Nique. Ceux qui ne peuvent trouver place sur les bancs sont refoulés jusqu'au milieu de la place de la Monnaie où une foule s'amasse, préparant une manifestation. À l'intérieur, l'éruption patriotique éclate lorsque le duo de Masaniello et de Pietro entament l'« Amour sacré de la Patrie » chanté au deuxième acte, dans la scène 2, par le ténor Jean-François Lafeuillade (nl) : 

« Mieux vaut mourir que rester misérable !
Pour un esclave est-il quelque danger ?
Tombe le joug qui nous accable
Et sous nos coups périsse l'étranger !
Amour sacré de la patrie,
Rends nous l'audace et la fierté ;
À mon pays je dois la vie ;
Il me devra sa liberté. »

Au troisième acte, dans la scène 4, Masaniello, au son du tocsin, brandit une hache et chante : 

« Va dire aux étrangers que tu nommes tes maîtres
Que nous foulons aux pieds leur pouvoir inhumain
N'insulte plus, toi qui nous braves,
À des maux trop longtemps soufferts.
Tu crois parler à des esclaves,
Et nous avons brisé nos fers.
Le chœur reprend :
Non, plus d'oppresseurs, plus d'esclaves,
Combattons pour briser nos fers.
Les personnages se lèvent en tirant leurs armes et désarment les soldats. Le chœur chante :
Courons à la vengeance !
Des armes, des flambeaux !
Et que notre vaillance
Mette un terme à nos maux ! »

Harangué et survolté, le public se lève en répétant : « Aux armes, aux armes ! ». Excités, les spectateurs majoritairement bourgeois sortent et retrouvent la foule populaire amassée devant le bâtiment. On reconnaît des gendarmes de la maréchaussée royale revêtus d'une blouse sous laquelle ils cachent leur sabre. La police les avait disséminés aux issues du théâtre mais ils sont immédiatement signalés, menacés et poursuivis jusque dans la rue Fossé-aux-Loups. Les insurgés, tant bourgeois que du peuple, s'unissent et déclenchent de violentes émeutes en brisant d'abord les vitres du journal ministériel Le National, puis en se dirigeant vers la demeure de son propriétaire, rue de la Madeleine, le journaliste italien notoirement orangiste, Georges Libri-Bagnano, qu'ils dévastent et pillent. Ce dernier parvient à s'enfuir et échappe probablement à la mort : une potence improvisée, faite d'un manche à balai et d'une corde terminée par un nœud coulant, avait été attachée pour lui à une fenêtre du deuxième étage. Deux piquets d'infanterie arrivèrent sur les lieux mais leur commandant, le commissaire de Wageneer, est atteint à la tête par un meuble avant d'avoir donné l'ordre d'intervenir. Sans instructions, les piquets n'osent s'engager. La foule grossit et s'en prend à d'autres bâtiments : une armurerie, un magasin de jouets (pour obtenir des tambours), la librairie polymathique, les « Grandes Messageries ». Les émeutiers arrachent les emblèmes oranges et les armoiries royales sur leur passage. Des escarmouches ont lieu entre les insurgés, la schutterij et la maréchaussée royale. Plus tard, un groupe se dirige vers l'immeuble du directeur de la police, Pierre De Knyff de Gontrœuil, qui fut également mis à sac. Là, les premiers tirs des services d'ordre font des victimes vers 1 h du matin, dont deux morts, parmi les insurgés, ce qui met fin à l'agitation.
Un autre groupe se porte vers la maison du procureur du roi Henry-Joseph Schuermans, dans laquelle il ne parvient pas à pénétrer. Il se déplace alors vers l'hôtel du ministre de la justice, Cornelis Van Maanen, au Petit Sablon, où il est rejoint par d’autres éléments. Des cris se font entendre « À bas Van Maanen ! Vive de Potter ! ». Un détachement de grenadiers arrive alors sous les ordres du lieutenant Scheppers et avec, en tête de la troupe, le commissaire de police Wagenaer. Celui-ci, au moment où il allait prononcer les sommations, reçoit un morceau de bois au front, qui le fait tomber. Charles Pletinckx, présent parmi les insurgés, entame alors des discussions avec le lieutenant des grenadiers, lui suggérant de se retirer façe à la pression populaire, ce à quoi il consent. L'immeuble est alors pillé puis incendié vers deux heures du matin et la foule empêche les pompiers de Bruxelles d'intervenir. Deux pelotons de chasseurs à pied, commandés par le lieutenant Damman, arrivent par la rue Bodenbroek mais ils se contentent de rester en position. La résidence du gouverneur de la province de Brabant-Méridional, Hyacinthe van der Fosse, subit le même sort. Les autorités rassemblent les troupes disponibles sur la Grand-Place de Bruxelles vers six heures et demie. De là, une partie s'en va défendre les palais du roi et du prince d'Orange, menacés par l’insurrection. Une autre regagna l'hôtel de Van Maanen, qui était déjà presque détruit. Plusieurs patrouilles et poste de gardes sont désarmés. Au Grand Sablon, les tirs sur les manifestants font une vingtaine de morts. Un bourgeois est également tué rue de l‘Impératrice, par un feu de peloton des Garderegiment Grenadiers en Jagers (nl).

### 26 août

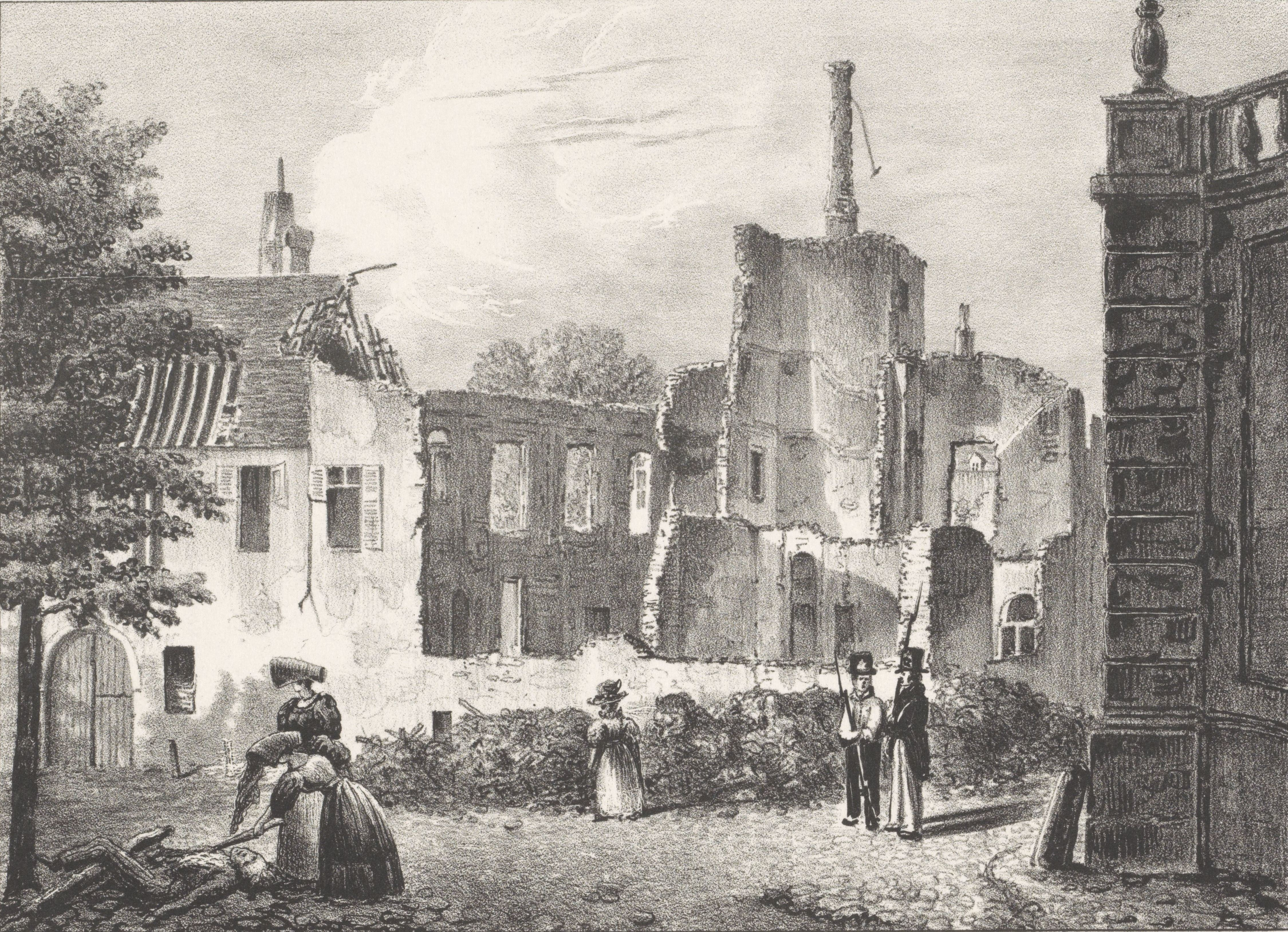
Les ruines de la résidence du ministre de la justice, Cornelis Van Maanen, après les émeutes du 25 août à Bruxelles.

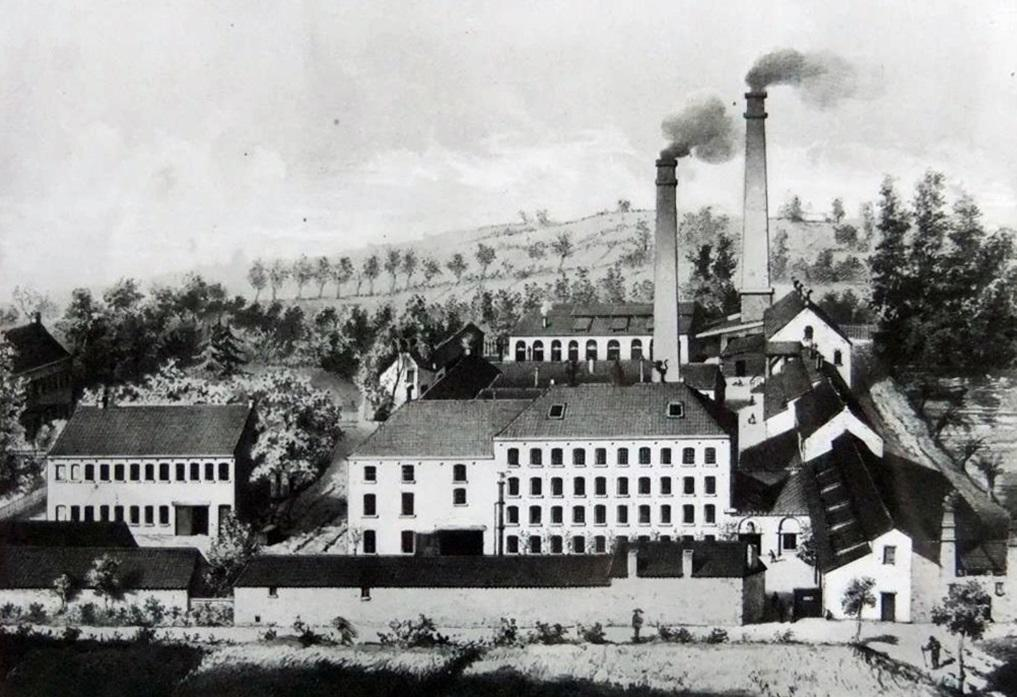
Plusieurs fabriques de textile de Thomas Wilson sont attaquées par les ouvriers dès le 26 août, dont celle d'Uccle (illustration).

Dès le matin du 26 août, une délégation de bourgeois se rend à l'hôtel de ville de Bruxelles, demandant au conseil de Régence l'autorisation de se joindre aux forces de l'ordre afin de rétablir le calme et de protéger leurs intérêts. La Régence accepte est la garde bourgeoise de Bruxelles est dès lors créée. Une première altercation a lieu entre la garde et le peuple quand celui-ci attaque le dépôt de la garde communale à la caserne des Annonciades afin d'y voler les armes qui s'y trouvent. La garnison en place à la caserne ouvre le feu mais ne parvient pas à empêcher la foule d'entrer et de se servir. La garde bourgeoise intervient et parvient à rétablir l'ordre mais ne peut empêcher le peuple de s'armer. Lors de l'une des premières rencontres des patrouilles bourgeoises avec les émeutiers près de la cathédrale Saints-Michel-et-Gudule de Bruxelles, ceux-ci, à la surprise générale, acclamèrent les bourgeois en criant « Vivent les Bruxellois, vivent les bourgeois ! ». Ils prennent alors la décision de ne pas tirer sur le peuple, aussi longtemps qu'ils ne seraient pas attaqués.
De nouvelles altercations ont lieu, notamment sur la place royale où le général G. J. de Wauthier, commandant de la place militaire de Bruxelles, est désarmé et blessé par les insurgés, mais ordonne de ne pas tirer. Toutefois, près du Petit Sablon, une escarmouche a lieu et les soldats font feu, faisant 20 morts et une cinquantaine de blessés.
Dans l'après-midi, la garde bourgeoise se compose de 400 hommes et s'est réunie sur la Grand Place de Bruxelles afin de protéger l'hôtel de ville que le peuple entend envahir. Les deux chefs bourgeois, Pletinckx et Fleury-Duray, sont alors sommés par la foule de livrer leurs armes ou de marcher avec le peuple vers le palais royal de Bruxelles, afin d'en prendre possession et de chasser la garnison néerlandaise, essentiellement composée du Garderegiment Grenadiers en Jagers (nl) (« Régiment de la Garde de grenadiers et de chasseurs »). Les deux chefs bourgeois proposent plutôt des négociations avec la hiérarchie militaire afin de leur demander d'évacuer d'eux-mêmes, sans que la foule ne se livre à de nouveaux combats.
Le soir, vers 20 h, un groupe d'environ 120 émeutiers bruxellois sort de la ville et attaquent plusieurs industries des communes voisines. À Anderlecht, les établissements Rey et Basse, sont pillés, à Cureghem ce sont les établissements Wilson. À Forest, ils détruisent les métiers à tisser de l'industrie textile Bosdevex et Bal et attaque de la teinturerie Fortin, tandis qu'à Uccle :  c'est une autre fabrique de tissage de coton Wilson, rue de Stalle qui est attaquée puis incendiée. Les émeutiers détruisent les machines mécaniques qu'ils accusent d'être les causes d'un chômage grandissant. Ensuite, un rassemblement composé d'ouvriers de la fabrique et d'insurgés bruxellois se rendent à la maison de campagne de Thomas Wilson, le propriétaire, et la saccagent.
Le théâtre royal de la Monnaie est fermé et une publication du conseil de Régence est rendue afin d’interdire les rassemblements et l'accès à la Grand Place. Toutefois, celle-ci n'est pas respectée et, la nuit du 26 au 27, la foule se presse massivement sur la place et la garde bourgeoise doit veiller toute la nuit pour la dissuader de pénétrer dans l’hôtel de ville.

### 27 août

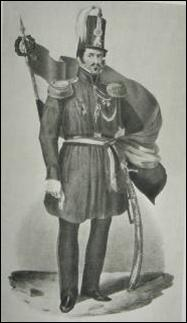
Emmanuel Van der Linden d'Hooghvorst, commandant de la garde bourgeoise de Bruxelles.

Le 27 août vers 10 h, une foule armée se presse vers le parc de Bruxelles et arrache au passage les décorations de la cérémonie d'anniversaire du roi, annulée précédemment, ainsi que les symboles de la royauté pour aller en faire un bûcher à quelques pas du campement de l'armée. La foule se déplace ensuite à la place de Louvain et rue de la Montagne, où elle est dissipée par la garde bourgeoise de Bruxelles. Toutefois, vers 17 h le peuple occupe toujours la place des Palais et quelques manifestants s'emparent d'un cabaret établi sous l'hôtel Belle-Vue puis en dépavent les abords avant de huer les soldats. Un sergent du corps des Garderegiment Grenadiers en Jagers (nl), conduisant l'un des siens à l'hôpital, est soudainement pris à partie et désarmé par le peuple. La garde bourgeoise intervient alors en se formant en trois pelotons et somme les occupants de l'entrée de la place à rendre leurs armes et à se retirer. Ces-derniers répondent qu'il préfèrent mourir et des pavés sont alors lancés en direction des bourgeois à cheval. L'un des chefs de pelotons s'avance alors baïonnette en avant vers l'un des forcenés et s'empare de son fusil et de son drapeau mais, à peine a-t-il rejoint son peloton que des coups de feu partent. La garde riposte alors et fait plusieurs morts parmi les manifestants.

Au vu des troubles des derniers jours, le bourgmestre de Bruxelles, Louis de Wellens, prend alors la décision d'instaurer un couvre-feu et d'interdire tout attroupement en ville. Il fait connaitre sa décision en faisant afficher la proclamation suivante : 

« Au peuple de Bruxelles,
Tout attroupement dans les rues et places publiques est défendu. On entend par attroupement une réunion de plus de cinq personnes. Celles-ci, après sommation de se retirer, seront immédiatement dispersées par la force publique, si elles n'y obtempèrent pas.
Tout individu qui participe aux secours de la table des pauvres, et qui aura fait partie d'un attroupement quelconque, sera à l'avenir privé dudit secours.
Les habitants sont invités de continuer à éclairer les façades de leurs maisons, jusqu'à nouvel ordre. Également jusqu'à nouvel ordre, la cloche de retraite sera sonnée à dix heures. Toute personne trouvée dans les rues après cette heure, sera arrêté.
Fait à l'hôtel de ville de Bruxelles, le 27 août 1830.
L. DE WELLENS, bourgmestre »

Aussi, le collège des bourgmestre et échevins de la ville « invitent tous négociants, fabricants et maîtres ouvriers à faire rentrer leur personnel dans les ateliers, à lui donner de l'occupation et à l'engager à se réunir autant que possible à la garde bourgeoise de Bruxelles, pour maintenir l'ordre ». Celle-ci distribuera des « cartes de pain » de la part de la Régence « à tous ceux qui, après le travail, se retireront chez eux ».

### 28 août
Vers midi, le bruit se répand que des troupes de l'armée royale arrivent pour rétablir l'ordre dans la ville. En effet, la 15e afdeeling d'infanterie en garnison dans la citadelle d'Anvers, a été vue se dirigeant vers Bruxelles accompagnée de plusieurs batteries d'artillerie légères venant de Breda. Une grande agitation s'empare alors du peuple bruxellois qui parle de lever des barricades, ainsi que de la garde bourgeoise de Bruxelles qui craint des vengeances et de nouveaux troubles. Son nouveau chef, Emmanuel Van der Linden d'Hooghvorst se rend alors auprès des généraux de l'armée à Vilvorde, accompagné de quatre aides de camps, dans le but de parlementer afin d'empêcher l'entrée en ville de l'armée. Parvenu à ses fins, il fait afficher : 

« HABITANTS DE BRUXELLES,
Le bruit avait été répandu que des troupes marchaient sur Bruxelles. Le commandant en chef de la garde s'empresse de vous informer que des ordres sont donnés par l'autorité militaire supérieure pour les empêcher d'entrer en ville, et leur ordonner de s'arrêter. La sûreté de Bruxelles reste donc exclusivement confiée à la brave garde bourgeoise qui a si bien rempli ses devoirs jusqu'à ce jour. 
Une députation de notables de Bruxelles va se rendre à la Haye. 
En attendant le retour de celle-ci, les troupes stationnées dans le haut de la ville, resteront inactives. Les officiers commandant la garde bourgeoise ont pris l'engagement d'honneur de les faire respecter.
Bruxelles, 28 août 1830.
Le commandant en chef de la garde bourgeoise, Baron ÉM.D'HOOGVORST. »

En parallèle, une publication du commandant militaire de la province du Brabant-Méridional, le général Guillaume Frédéric de Bylandt vient confirmer les propos du chef de la garde bourgeoise : 

« Nous, général-major, comte de Bylandt, commandant en chef les troupes dans la province du Brabant méridional, d'accord avec les autres autorités militaires de cette ville, faisons connaître aux habitants de cette résidence que nous sommes convenus avec les principaux chefs de la bourgeoisie armée de Bruxelles, que les troupes qui étaient attendues ce jourd'hui dans cette ville n'entreront pas, aussi longtemps que les habitants de cette résidence respecteront toutes les autorités civiles y établies, et maintiendront le bon ordre que les principaux chefs de cette bourgeoisie s'engagent à faire respecter, dans l'intérêt de tous et pour le bonheur de tout citoyen.
Quartier général de Bruxelles, le 28 août 1830. Le général-major, Comte GUILL. DE BYLANDT. »

Le soir, une nouvelle affiche non-signée et intitulée « Voeux du peuple. Griefs à redresser » apparait. Elle réclame (sic) :
- l'exécution franche et sincère de la Loi fondamentale du Royaume uni des Pays-Bas, sans restriction ou interprétation au profit du pouvoir ;
- l'éloignement du ministre de la Justice, Cornelis Van Maanen ;
- la suspension provisoire de l'abatage jusqu'à la prochaine session des États-Généraux. ;
- un nouveau système électoral, établi par une loi, où l'élection soit plus directe par le peuple ;
- le rétablissement du jury ;
- une loi nouvelle sur l'organisation judiciaire ;
- la responsabilité pénale des ministres établie par une loi ;
- une loi qui fixe le siège de la haute cour dans les provinces méridionales ;
- la cessation des poursuites intentées contre les écrivains libéraux ;
- l'annulation de toutes les condamnations en matière politique ;
- une distribution de pain à tous les ouvriers infortunés, pour subvenir à leurs besoins, jusqu'à ce qu'ils puissent reprendre leurs travaux.

Dans le même temps, vers 19 h, une cinquantaine de notables de Bruxelles se réunissent à tout l'état-major de la garde bourgeoise pour aviser aux mesures à prendre et décident de l'envoi d'une députation au Roi pour exprimer leurs griefs au travers de l'adresse suivante :

« Sire!
Les soussignés, vos respectueux et fidèles Sujets, prennent la liberté, dans les circonstances difficiles où se trouvent la Ville de Bruxelles et d'autres Villes du royaume, de députer vers V. M., cinq de ses Citoyens, MM. le Baron Joseph d'Hoogvorst, le Comte Félix De Mérode, Alexandre Gendebien, Frédéric De Sécus, Palmaert, père, chargés de lui exposer que jamais, dans une crise pareille, les bons habitans ne méritèrent davantage l'estime de V. M. et la reconnaissance publique. Ils ont, par leur fermeté et leur courage, calmé, en trois jours, l'effervescence la plus menaçante, et fait cesser de graves désordres. Mais, Sire, ils ne peuvent le dissimuler à V. M. : le mécontentement a des racines profondes ; partout on sent les conséquences du système funeste suivi par des ministres, qui méconnaissent et nos vœux et nos besoins. Aujourd'hui, maîtres du mouvement, rien ne répond aux bons citoyens de Bruxelles, que, si la nation n'est pas appaisée, ils ne soient pas eux-mêmes les victimes de leurs efforts. Ils vous supplient donc, Sire, par tous les sentiments généreux qui animent le cœur de V. M., d'écouter leur voix et de mettre ainsi un terme à leurs justes doléances. Pleins de confiance dans la bonté de V. M., et dans sa justice, ils n'ont député vers vous leurs concitoyens que pour acquérir la douce certitude que les maux dont on se plaint seront aussitôt réparés que connus. Les soussignés sont convaincus qu'un des meilleurs  moyens pour parvenir à ce but si désiré, serait la prompte convocation des États-Généraux.
Bruxelles, le 28 aout 1830 »

### 29 août
La délégation composée de composée de Joseph d'Hooghvorst, Félix de Mérode, Alexandre Gendebien, Frédéric de Sécus et de Monsieur Palmaert parti vers 9 h pour La Haye. Afin de contenter la ferveur populaire, le prix du pain et de la viande sont considérablement diminués. Bruxelles retrouve son calme, aucun évènement majeur n'est à signaler, mais les autorités continuent de s'organiser. Deux pièces de canons sont amenées dans la cour de l'hôtel de ville depuis la caserne Sainte-Élisabeth, pour que des canonniers volontaires les mettent en état de fonctionner. La régence accorde un crédit de 40 000 florins néerlandais pour compléter l'armement de la garde bourgeoise de Bruxelles et pour monter l'artillerie. Des caisses d'armes commencent à arriver de Liège et sont distribuées aux sections de la garde bourgeoise.

### 30 août
Les deux fils du roi, le prince Guillaume et le prince Frédéric arrivent à Vilvorde avec une armée de 6 000 hommes et 20 établissent leur quartier-général, à l'hôtel de la Poste. Les troupes sont formées de soldats de la 15e afdeeling en garnison à Anvers, de plusieurs batteries d'artillerie légère venues de Breda, mais aussi de renforts arrivés depuis La Haye par six bateaux à vapeur et composées de deux bataillons de grenadiers et chasseurs ainsi que du bataillon d'instruction.
De son côté, la garde bourgeoise de Bruxelles se voit renforcée par des caisses de fusils venant de province ainsi que de deux canons. Le prix du pain et de la viande est diminué.

### 31 août
Les premières barricades sont dressées, par crainte de l'entrée en ville de l'armée. 
Dans la matinée Monsieur Cruykenbourg, aide-de-camp du prince d'Orange, invite une délégation de bourgeois à se rendre auprès des princes à Laeken. Emmanuel Van der Linden d'Hooghvorst s'y rend accompagné de Jacques Van der Smissen, Louis-Joseph Hotton, Charles-Albert van der Burch, Nicolas Rouppe et Sylvain Van de Weyer. Ils y sont mal reçus, les princes étant particulièrement outrés des cocardes aux couleurs brabançonnes que les représentants affichent, et ils exigent qu'ils les retirent. Nicolas Rouppe leur répondit alors à ce sujet : « Vous devriez plutôt nous remercier ; vous êtes donc bien mal informés ! nous n'avons pris ces couleurs que comme signe de ralliement et pour éviter qu'on n'arborât partout le drapeau tricolore français ! Au surplus, nous faisons notre devoir et nous savons que vous êtes ici les maîtres. »

## Réactions

### Régence de Bruxelles
La Régence de la ville réagit aux premières émeutes dès le 26 août en faisant afficher la publication suivante : 

« LES BOURGMESTRE ET ÉCHEVINS, A LEURS CONCITOYENS.
Des désordres troublent notre belle ville, quelle qu'en soit la cause, il faut les faire cesser. Pour arriver à ce but, où tendent les vœux de la population entière, nous avons arrêté les mesures suivantes :
- Les troupes ont été invitées à se retirer dans les casernes ; elles ont cessé d'intervenir dans cette lutte déplorable.
- Le droit de mouture est supprimé à dater de ce jour; il ne sera remplacé par aucun autre impôt de même nature, sous quelque dénomination que ce soit.

Si quelque demande légitime reste encore à faire , qu'elle nous soit adressée : nous joindrons nos efforts à ceux des bons citoyens, pour qu'elle obtienne un plein succès. Mais ces mesures seront sans effet, si le calme ne renaît pas ; seul il peut amener d'heureux résultats : le désordre et le sang en plongeant des familles entières dans le deuil, ne peuvent qu'être funestes. Concitoyens, écoutez la voix de vos magistrats; ils veillent au salut commun; mais votre coopération leur est indispensable : que chacun défende ses foyers, que des gardes s'organisent provisoirement dans chaque quartier; que des illuminations éclairent la ville pendant toute la nuit. Quant à nous, nous demeurons à notre poste, et nous ne le quitterons que quand le calme, appelé par tous les vœux, sera rétabli. C'est aux citoyens amis de l'ordre qu'est confiée la garde des propriétés tant publiques que privées; les magistrats en appellent à leur honneur et à leur patriotisme.
Fait à l'hôtel de ville de Bruxelles, le 26 août 1830.
F. DELVAUX DE SAIVE, échevin. »

Le 27 août le bourgmestre de Bruxelles, Louis de Wellens, réagit publiquement en faisant afficher la proclamation suivante dans les rues de la ville  : 

« PEUPLE DE BRUXELLES,
Ce n'est pas à vous que l'on doit attribuer les excès qui, depuis avant-hier soir, ont répandu le trouble dans cette ville. Ils ne peuvent être que l'œuvre d'hommes sans aveu, étrangers à votrebelle cité, peut-être même à la Belgique, ou qui, du moins, ne méritent pas de lui appartenir. Quant à vous, ouvriers bruxellois, généralement connus par des habitudes tranquilles et laborieuses, vous êtes assez éclairés pour savoir qu'en incendiant ou démolissant les établissements publics, vous feriez naître chez tous les particuliers aisés, surtout parmi les commerçants et fabricants, une inquiétude fatale à l'industrie, et, par conséquent, à vos propres intérêts, et que vous éloigneriez de vos murs les nombreux étrangers qui vous donnent du travail et du pain. Une garde nombreuse, composée de vos concitoyens, et dont les chefs ont droit à la confiance publique , veille à votre sécurité. Reposez-vous sur elle ; mettez bas les armes et rentrez dans vos ateliers ; confiez le soin de votre bien-être à la sollicitude de vos magistrats.
Bruxelles,27 août 1830. L. DE WELLENS, bourgmestre. »

### Cornelis Van Maanen

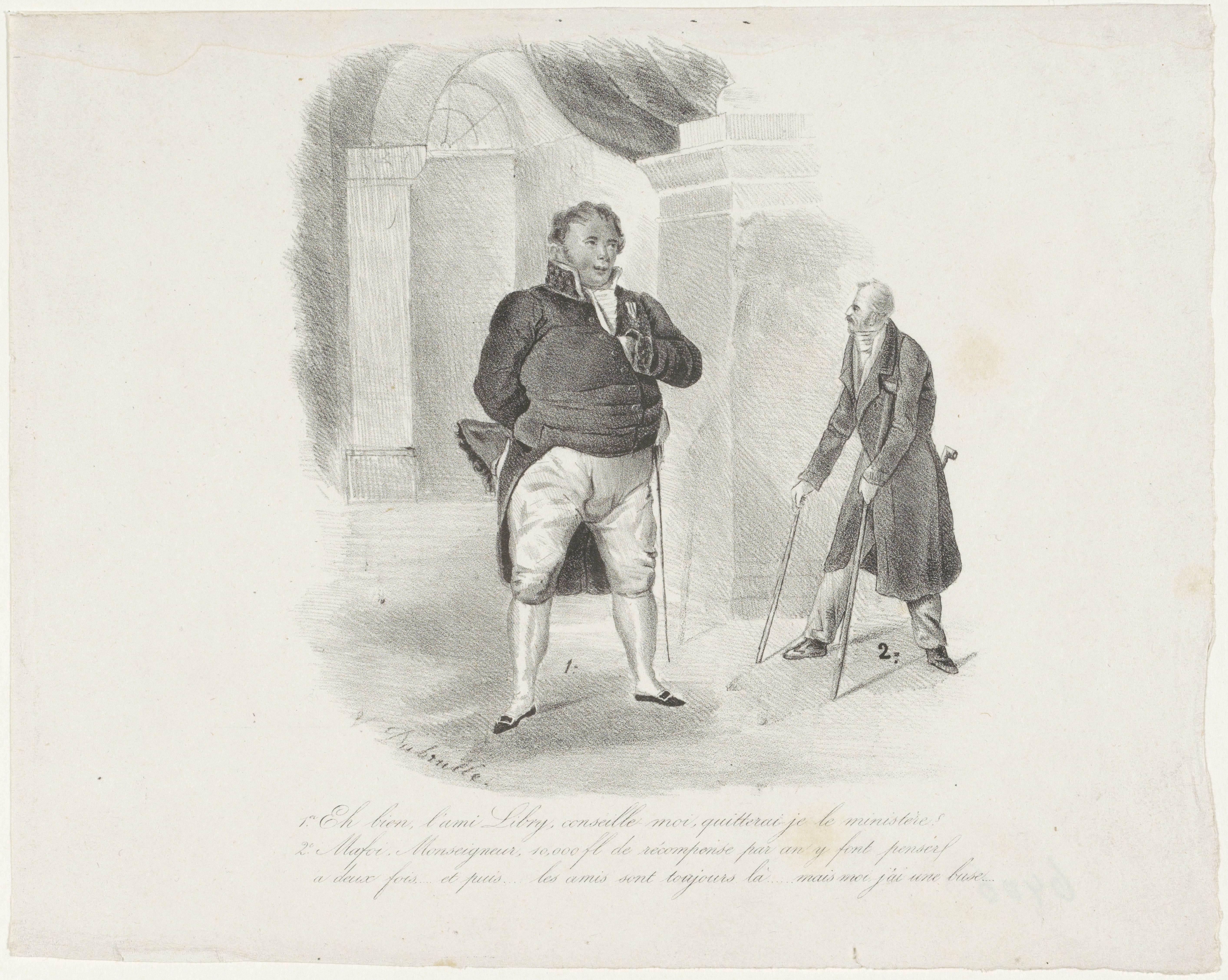
Lithographie satirique de Cornelis Van Maanen et de Georges Libri-Bagnano.

Lorsque le roi Guillaume Ier reçut le rapport officiel des émeutes, le 27 août, l’impopulaire ministre de la justice, Cornelis Van Maanen était présent et offrit d'emblée sa démission, ce que le roi refusa.
En parlant du peuple bruxellois, et belge en général, il dit : 

« On voudrait accorder au peuple révolté des concessions refusées à son obéissance! Qu'il se soumette d'abord, on pardonnera peut-être et l'on sera généreux. Mais céder à des insurgés, jamais ! Où s'arrêteraient les prétentions des rebelles si on leur donnait la pensée qu'ils inspirent des craintes à la couronne? D'ailleurs, par quelles appréhensions doit-on arrêter une rigueur nécessaire, indispensable? La cause du roi est celle de toutes les têtes couronnées. Un cri d'alarme suffit pour faire débarquer sur nos côtes cent mille anglais ; quel que soit le parti qui gouverne le peuple britannique, whig ou tory, nous sommes sûrs de son appui, dès que l'Angleterre craindra pour la sûreté de la barrière élevée par l'Europe contre la France. N'oublions pas, n'oublions jamais que les rois se perdent par la faiblesse et non par la fermeté. »

### Le Prince héritier Guillaume d'Orange
Lors de la réception du rapport des émeeutes par le roi le 27 août, le prince héritier, Guillaume d'Orange suggère de faire des concessions aux Belges afin de maintenir la monarchie néerlandaise en place. Se sachant populaire dans les provinces du Sud, il se propose de se rendre à Bruxelles et insiste auprès de son père pour qu'il accepte la démission offerte par Cornelis Van Maanen. Il dit, en répondant aux propos du ministre de la justice cités ci-dessus : 

« Il suffirait du léger sacrifice de quelques milliers de florins pour réparer les désastres causés par la populace, tandis que des millions ne rachèteraient pas la couronne perdue.
Je déplore amèrement l'insulte faite à la royauté mais n'attendons pas qu'une révolte partielle devienne une insurrection générale. Le ministre de la justice se trompe étrangement en comptant sur l'Angleterre. Après avoir reconnu la révolution de juillet, elle n'interviendra pas dans l'émeute d'août; nous n'aurons, nous, d'autre appui que celui de nos propres forces. Il faut sans doute que des mesures de précaution soient prises: à une attitude hostile, opposons une contenance ferme; mais jusqu'à présent ce n'est qu'une insurrection partielle et rien de plus, ne la convertissons pas en guerre civile, en tirant l'épée pour réprimer des troubles que peuvent combattre des mesures conciliatrices. »

Le roi accepte la proposition de son fils aîné de se rendre à Bruxelles et le fait accompagner de son frère cadet, le prince Frédéric d'Orange-Nassau. Tous deux prennent alors la route de Vilvorde où ils arrivent le 30 août avec 6 000 soldats des forces armées du Royaume uni des Pays-Bas.